# Petit Morin
De Petit Morin (Kleine Morin) is een rivier in Frankrijk. Hij ontspringt te Val-des-Marais in het departement Marne en mondt uit in de Marne te La Ferté-sous-Jouarre in het departement Seine-et-Marne.
De rivier stroomt ten noorden van de Grand Morin, eveneens een zijrivier van de Marne.